# Людвигсвинкель
Людвигсвинкель (нем. Ludwigswinkel) — коммуна в Германии, в земле Рейнланд-Пфальц. 
Входит в состав района Юго-западный Пфальц. Подчиняется управлению Данер Фельзенланд.  Население составляет 804 человека (на 31 декабря 2010 года). Занимает площадь 21,27 км².